# Stillwater, Minnesota
Stillwater, Minnesota là một thành phố nằm ở quận Washington thuộc tiểu bang Minnesota, Hoa Kỳ. Thành phố có diện tích 16,8  km² với diện tích mặt nước là 2,2  km², dân số theo ước tính năm 2000 của Cục điều tra dân số Hoa Kỳ là  13.000 người.